# Ligue de Football de La Guyane Française
Die Ligue de Football de La Guyane Française ist der im Jahr 1962 gegründete Fußballverband von Französisch-Guayana. Der Verband organisiert die Spiele der Fußballnationalmannschaft und ist seit 2013 Vollmitglied im Kontinentalverband CONCACAF. Zudem richtet der Verband die höchste nationale Spielklasse Championnat National aus.

## Erfolge
- Fußball-Weltmeisterschaft

nicht teilnahmeberechtigt
- CONCACAF Gold Cup

Teilnahmen: Keine